# Johann Prokop von Schaffgotsche
Johann Prokop von Schaffgotsche (ur. 25 maja 1748 w Pradze, zm. 8 maja 1813 w Czeskich Budziejowicach) – pierwszy biskup czeskobudziejowicki w latach 1785–1813.
Był młodszym synem hrabiego Ernesta Wilhelma (zm. 1766) i Marii Maksymiliany von Götzen (zm. 1772). 
Studiował w Wiedniu, gdzie 17 lutego 1769 otrzymał doktorat z filozofii. Później kontynuował naukę teologii. Święcenia kapłańskie przyjął w Wiedniu 25 maja 1771. W 1772 został kanonikiem kralowohradeckim. Od 1779 był generalnym wikariuszem diecezji. Rok później przeniósł się na Morawy. Został proboszczem w Mohelnicach i kanonikiem ołomunieckim.
5 grudnia 1783 cesarz Józef II wydał dekret o powołaniu biskupstwa w Czeskich Budziejowicach i mianował Johanna Prokopa von Schaffgotsche biskupem. Na mocy kolejnego dekretu cesarz powierzył mu 18 kwietnia 1784 starania o uzyskanie papieskiej zgody na powołanie nowej diecezji. Papież Pius VI powołał biskupstwo w Czeskich Budziejowicach 20 września 1785.
Biskup Schaffgotsche przystąpił do organizowania. Przejął majątki sekularyzowanych klasztorów. W 1804 otworzył seminarium duchowne. Zgromadził bibliotekę liczącą 6000 tomów.
W 1809 otrzymał Krzyż Komandorski Orderu Leopolda, a w 1810 został mianowany tajnym radcą.